# Sven Müller (Fußballspieler, 1980)
Sven Müller (* 4. April 1980 in Burgau) ist ein ehemaliger deutscher Fußballspieler.

## Karriere

### Vereine
In der Jugend spielte er bei seinem Heimatverein TSV Burgau, bevor er über die TSG Thannhausen zur Jugend des TSV 1860 München wechselte. Von 1998 bis 2000 spielte er für den FC Augsburg, bevor er zum VfL Wolfsburg in die Bundesliga wechselte. Unter Trainer Wolfgang Wolf hatte sich der VfL seit 1998 nicht nur zur festen Größe in der Bundesliga entwickelt, sondern auch für die europäischen Wettbewerbe qualifiziert. Müller kam am 16. Spieltag der Saison 2000/01 beim 2:1-Auswärtssieg in Frankfurt zu seinem ersten Einsatz in der Bundesliga. Er wurde in dieser Spielzeit von Wolf zwar 16 mal in Bundesligaspielen eingesetzt und erzielte zwei Tore, konnte sich aber keinen Stammplatz erkämpfen. Daran änderte sich für ihn in den darauf folgenden drei Bundesligarunden wenig, Müller kam bei den „Wölfen“ zwar auf insgesamt 50 Ligaspiele (3 Tore), absolvierte aber nur wenige davon über die volle Spielzeit. Der größte sportliche Erfolg mit dem VfL war für Müller das Erreichen des UI-Cup-Finales im Sommer 2003.
Am 9. Januar 2004 wechselte er während der Saison eine Klasse tiefer zum 1. FC Nürnberg, mit dem der Rechtsaußen im selben Jahr in die Bundesliga zurückkehrte. Sein Trainer bei den Franken war erneut Wolfgang Wolf. Unter ihm war Müller in der Saison 2004/05 als Stammspieler gesetzt und hatte damit großen Anteil am Klassenerhalt des Vereines. Anschließend folgte eine durchwachsene Erstliga-Saison 2005/06, bei der er nach dem Trainerwechsel im Oktober 2005 unter Hans Meyer nur noch selten zum Einsatz kam. Deshalb wechselte er mit Auslaufen seines Vertrags am Saisonende ablösefrei in die 2. Liga zum 1. FC Kaiserslautern, wo er einen Zweijahresvertrag unterschrieb. Nach einer unbefriedigenden Saison 2007/08 planten die Pfälzer aber in der Defensive nicht mehr mit Müller: Unter dem neuen Trainer Milan Šašić kam er 2008/09 nicht mehr in der Zweitligamannschaft des FCK zum Einsatz. Müller entschloss sich daher im Januar 2009 zu einem erneuten Vereinswechsel, ging zum Drittligisten FC Erzgebirge Aue und stand in der Rückrunde der Saison 2008/09 19 mal für die Veilchen auf dem Platz, die am Saisonende den 12. Platz belegten. In der Saison 2009/10 zählte Müller unter dem neuen Trainer Rico Schmitt nur noch zeitweise zum Stammpersonal, nur vier seiner 25 Ligaeinsätze absolvierte er über die volle Spielzeit. Am Ende der Runde feierte der FC Erzgebirge als Vizemeister den Aufstieg in die 2. Bundesliga, Müller erlebte das Saisonfinale allerdings nur als Zuschauer, da er zwei Spieltage vor Rundenende nach einer Tätlichkeit in einem Nachholspiel die rote Karte gesehen hatte.
Zur Saison 2010/11 wechselte Müller erneut den Verein und unterschrieb beim Zweitligisten FSV Frankfurt einen Einjahresvertrag mit der Option auf eine weitere Spielzeit. Im ersten Pflichtspieleinsatz für die Bornheimer, dem Pokalspiel gegen den SC Paderborn (2:0), gelang Müller sein erstes Tor für seinen neuen Arbeitgeber. Unter Trainer Hans-Jürgen Boysen zählte er zur Stammelf des FSV und spielt meist auf der rechten Außenbahn. Sein Vertrag beim FSV Frankfurt verlängerte sich, nachdem er in seiner ersten Saison mehr als 20 Zweitligaspiele für die Bornheimer bestritten hatte. In der Spielzeit 2011/12 stand Müller in den ersten Spielen in der Startformation, kam im Verlauf der Saison, teilweise auch verletzungsbedingt, aber immer seltener zum Zug, nach der Winterpause schließlich gar nicht mehr. Sein am Saisonende auslaufender Vertrag beim FSV wurde nicht verlängert. Von September 2012 bis Ende Juni 2016 spielte Müller in seinem Geburtsort beim unterklassigen TSV Burgau, anschließend beendete er seine Karriere.

### Nationalmannschaft
Sven Müller spielte 2003 und 2004 insgesamt viermal im Team 2006, dem Perspektivteam des DFB.